# 班瑪県
班瑪県（はんば-けん、ペマ・ゾン、pad ma rdzong）は中華人民共和国青海省ゴロク・チベット族自治州に位置する県。

## 行政区画
- 鎮:賽来塘鎮
- 郷:多貢麻郷、馬可河郷、吉卡郷、達卡郷、知欽郷、江日堂郷、亜爾堂洋、灯塔郷